# Усюэ
Усюэ́ (кит. упр. 武穴, пиньинь Wǔxué) — городской уезд городского округа Хуанган провинции Хубэй (КНР).

## История
Во времена империи Северная Чжоу в 579 году из уезда Цичан был выделен уезд Юннин (永宁县). Во времена империи Суй он был вновь присоединён к уезду Цичунь.
После смены империи Суй на империю Тан в 621 году из уезда Цичунь был вновь выделен уезд Юннин. В 742 году из-за того, что в двух других провинциях тоже были уезды с названием «Юнин», уезд был переименован в Гуанцзи (广济县).
В 1949 году был образован Специальный район Хуанган (黄冈专区) и уезд вошёл в его состав. В 1953 году власти уезда переехали из посёлка Мэйчуань в посёлок Усюэ. В 1970 году Специальный район Хуанган был переименован в Округ Хуанган (黄冈地区).
В 1987 году уезд Гуанцзи был расформирован, а вместо него был создан городской уезд Усюэ.
В 1995 году округ Хуанган был преобразован в городской округ.

## Административное деление
Городской уезд делится на 4 уличных комитета и 8 посёлков.